# San Pedro Tapanatepec (kommun)
San Pedro Tapanatepec är en kommun i Mexiko.   Den ligger i delstaten Oaxaca, i den sydöstra delen av landet, 600 km sydost om huvudstaden Mexico City.
Följande samhällen finns i San Pedro Tapanatepec:
- San Pedro Tapanatepec
- Pesquería Rancho Salinas
- Colonia Colosio
- San José de los Portillos
- Conchalito
- Revolución 20 de Noviembre
- Congregación Benito Juárez